# Мунасово
Мунасово (баш. Монас) — деревня в Белокатайском районе Республики Башкортостан Российской Федерации. Входит в состав Яныбаевского сельсовета.

## География
Деревня находится на берегу реки Большой Ик.

### Географическое положение
Расстояние до:
- районного центра (Новобелокатай): 30 км,
- центра сельсовета (Яныбаево): 10 км,
- ближайшей ж/д. станции (Ункурда): 66 км.

## Население
| 2002 | 2009 | 2010 |
| ---- | ---- | ---- |
| 193  | ↘160 | ↘123 |

## Галерея
|                                    |  |  |
| Река Большой Ик в деревне Мунасово |  |  |